# Керчь (крейсер)
«Керчь», ранее «Эмануэле Филиберто дюка д’Аоста» или просто «Дюка д’Аоста» (итал. Emanuele Filiberto duca d'Aosta) — итальянский и советский лёгкий крейсер (тип «Дюка д’Аоста»), участник Второй мировой войны. В составе Черноморского флота ВМФ СССР с 1949 по 1959 годы.

## Строительство
Проект крейсеров типа «Дюка д’Аоста» был разработан в 1932 году в Италии генерал-лейтенантом Умберто Пульезе. Корабль был заложен 24 января 1932 в Италии, на воду спущен 22 апреля 1934. В состав КВМС Италии вступил 11 июля 1935. Считался одним из современных и мощных лёгких крейсеров 1930-х годов. Девятый корабль серии «Кондотьери».

## Описание

### Корпус
Лёгкий крейсер «Керчь» имел клёпанный корпус с полубаком, который простирался примерно на одну треть его длины. Система набора была смешанной (средняя часть по продольной системе, оконечности — по поперечной). 21 водонепроницаемая поперечная переборка делила корпус на 22 отсека. Предусматривалось, что корабль сможет выдерживать затопление любых двух смежных отсеков. Поперечная метацентрическая высота при нормальном водоизмещении составляла 1,52 м.
Броневая цитадель простиралась от 187 до 27 шпангоута (на крейсере была принята обратная система отчёта шпангоутов, начиная от кормового перпендикуляра), формировалась 70-мм нижним и 20-мм верхним броневыми поясами, 35-мм продольной броневой переборкой (отстояла на 3,5 м от главного броневого пояса) и 20-мм броневой платформой, соединявшей их основания. Дополнительно устанавливались 50-мм носовой и кормовой траверзы, а также 30…35-мм главная броневая и 12…15-мм верхняя палуба и палуба полубака.

### Главная энергетическая установка
Энергетическая установка лёгкого крейсера состояла из трёх котельных отделений, в которых размещалось шесть 4-коллекторных водотрубных котлов Yarrow с вертикальными пароперегревателями (производительность — по 80 т/ч давлением до 25 кг/см² и температурой до 350°С). В двух машинных отделениях были установлены два трёхкорпусных ГТЗА системы Parsons номинальной мощностью по 55 тыс. л. с. каждый при 250 об./мин у гребного вала. На корабле были также два вспомогательных котла.
Электроэнергетическая установка включала четыре турбогенератора по 160 кВт, установленные попарно в носовом и кормовом машинных отделениях, и два дизель-генератора той же мощности, расположенные в носовом и кормовом отделениях ниже ватерлинии за пределами бронированной цитадели. В силовой электросети использовался постоянный ток напряжением 220 В. Запасы мазута составляли 1635 т, турбинного масла — 70 т, котельной воды — 253 т, питьевой — 59 т.

### Вооружение
Главное вооружение корабля составляли четыре 152-мм двухорудийные артиллерийские установки, которые располагались линейно-возвышенно в носовой и кормовой частях корабля. Они отличались мощной баллистикой, имели раздельно-гильзовое заряжание с клиновым горизонтально-скользящим затвором. Боекомплект каждого орудия составлял по 250 выстрелов. Система управления огнём артиллерии главного калибра состояла из центрального автомата стрельбы в центральном артиллерийском посту, командно-дальномерного поста с визиром центральной наводки и двумя 5-метровыми стереодальномерами. Во второй и третьей башнях были дополнительные стереодальномеры с базой 7,2 м и башенные автоматы стрельбы, что давало возможность управлять огнём автономно.
Универсальный калибр был представлен тремя 100-мм спаренными палубными артустановками системы Минизини с боекомплектом 250 выстрелов на ствол (одна была в диаметральной плоскости). У этих установок были полуавтоматическое патронное заряжание и электрические привода наведения, однако по скорости наводки, скорострельности и эффективности этот универсальный калибр уже почти не отвечал требованиям в начале войны. Имелось две группы (правого и левого борта) морских приборов управления артиллерийским зенитным огнём с двумя зенитными автоматами стрельбы и двумя визирно-дальномерными постами с 3-метровыми стереодальномерами.
Малокалиберная зенитная артиллерия корабля располагала четырьмя 37-мм спаренными и восемь 20-мм одноствольными зенитными автоматами фирмы «Breda»: современными, но стрелявшими с наведением только от стандартных оптических и диоптрических прицельных устройств.
Торпедное вооружение было представлено двумя трёхтрубными 533-мм наводящимися торпедными аппаратами: всего было 12 торпед, 6 из которых были в аппаратах и ещё 6 на стеллажах поблизости на надстройке, без боевых зарядных устройств. В ходе войны, однако, от торпед моряки отказались, поскольку хранить их было весьма опасно, а надобность в них не была большой: освободившиеся веса использовались для хранения дополнительного боезапаса зенитных автоматов.
На корабле были также два бомбомёта и два кормовых бомбосбрасывателя для противолодочных глубинных бомб. В перегруз крейсер принимал на минные дорожки верхней палубы мины заграждения (до 150 штук, в зависимости от образца). На шкафуте крейсера была поворотная катапульта, на которой хранилось два поплавковых гидросамолёта-биплана типа IMAM Ro.43. Позднее на крейсер была установлена корабельная РЛС воздушного и надводного обнаружения типа «GUFO», которую демонтировали вместе с ГАС при передаче корабля ВМФ СССР.

## Служба

### Довоенная
В начале своей службы «Дюка д’Аоста» состоял в 7-м дивизионе крейсеров, в 1938 году он проходил подготовку к кругосветному плаванию вместе с «Эудженио ди Савойя» (тот нёс службу в испанских водах в 1936—1937 годах, помогая франкистам). 5 ноября 1938 из Неаполя оба корабля вышли в плавание, которое должно было завершиться 25 июля 1939, однако из-за материально-технических и политических проблем протяжённость маршрута пришлось сократить: отряд посетил только порты Бразилии, Аргентины, Чили и Карибского моря, так и не выйдя в Тихий океан, и вернулся в Специю 3 марта 1939.

### Война
В начале 1940 года «Дюка д’Аоста» входил в состав 2-й эскадры. Он принял участие в бою у мыса Пунто Стило с 6 по 10 июля, прикрывал конвои в Северную Африку в середине лета, а в конце октября, совместно с другими силами флота, уже организовывал перехват английских крейсеров на пути к Мальте.
С 16 февраля по 28 ноября 1941 «Дюка д’Аоста» действовал в составе 8-й дивизии крейсеров, участвовал в минно-заградительной операции у мыса Бон (с 19 по 24 апреля), после чего в дальнем покрытии конвоев в Ливию в апреле и мае. Ещё три минно-заградительные операции с участием «Duca d’Aosta» проходили 3 июня в водах у Триполи, а также в Сицилийском проливе 28 июня и 7 июля (минные поля под шифрами S2, S31 и S32). В октябре намечалась четвёртая минно-заградительная операция, но после выхода британского флота в море она была отменена.
В конце ноября крейсер участвовал в дальнейших операциях по прикрытию важного конвоя, шедшего из нескольких портов в Италии в Бенгази. Между 13 и 19 декабря крейсер должен был также сопровождать два конвоя М41 и М42, что совпало с попыткой англичан провести конвой на Мальту. В итоге это вылилось в небольшой первый бой в заливе Сирт, в котором участвовал и «Дюка д’Аоста».
В январе 1942 года он продолжил несение службы по охране конвоев, прикрывая конвой T18 в Триполи. В феврале крейсер участвовал в безуспешных поисках английского конвоя с Мальты. Уже в июне в составе 8-й дивизии крейсеров «Дюка д’Аоста» вступил в бой против группировки английских крейсеров и эсминцев: в том бою был потоплен английский эсминец «Бедуин». К концу года корабль был в Неаполе: 4 декабря американцы организовали мощный авианалёт на морскую базу Италии, но крейсер чудом не получил крупных повреждений.
В 1943 году деятельность флота Италии прекратилась из-за истощения запасов топлива. В начале августа «Дюка д’Аоста» стал одним из немногих кораблей, кто попытался воспрепятствовать дальнейшему продвижению союзников в Италию, предприняв неудачную попытку обстрелять позиции союзников в районе Палермо. К 10 сентября 1943 крейсер совершил 78 боевых выходов в море, выполнил более 90 боевых задач и пошел около 30 тыс. миль, однако огневых соприкосновений с надводным противником не имел. Серьёзных повреждений он также не получил.
В момент капитуляции Италии крейсер был в Таранто, откуда он 8 сентября 1943 год ушёл на Мальту для сдачи английским властям. За всю Вторую мировую войну легкий крейсер не получил ни одного серьезного повреждения. 12 сентября «Дюка д’Аоста» сдался вместе с остальными кораблями итальянского флота союзникам на Мальте. После небольшого ремонта крейсер вместе с «Джузеппе Гарибальди» и «Дюка делли Абруцци» 27 октября 1943 вышел во Фритаун из Таранто. Он патрулировал Центральную и Южную Атлантику в семи выходах с 1 ноября 1943 по 15 февраля 1944. В Италию «Дюка д’Аоста» вернулся 3 апреля, после чего стал использоваться только как транспорт. После войны его вывели в резерв.

### Послевоенная передача СССР
На Тегеранской конференции в 1943 году было принято решение о разделе итальянского флота после войны. По жребию, проведённому представителями военно-морского командования Великобритании, США, Франции и Советского Союза ровно 45 кораблей передавались в распоряжение СССР. В их числе был и крейсер «Дюка д’Аоста». Приём корабля советскими моряками не вызвал проблем: по конструкции крейсер не отличался от крейсеров проектов 26 и 26-бис, а его вступление в состав Черноморского флота позволило бы вывести из его состава устаревшие и изношенные «Красный Кавказ» и «Красный Крым». Передача крейсера состоялась 6 февраля 1949 в порту Одессы под условным именем Z-15. 26 февраля крейсер был переименован в «Сталинград», а потом и в «Керчь».

### Служба в Черноморском флоте
После приёма в состав Черноморского флота крейсер «Керчь» подвергся ремонту и модернизации на Севастопольском морском заводе имени С.Орджоникидзе. С корабля демонтировали зенитную артиллерию, установив советские РЛС «Гюйс» и «Редан», а также модернизировали систему ПУС артиллерии главного калибра. Тогда крейсер «Керчь» уже уступал крейсерам проекта 68-К.
Формально «Керчь» входил в состав дивизии крейсеров Черноморского флота, однако с самого начала он использовался для учебных целей. С 1953 года в составе 50-й дивизии крейсеров Эскадры Черноморского флота. 16 февраля 1956 крейсер был переклассифицирован в учебный крейсер, а 11 марта 1958 в учебное судно ОС-32. Всего он отслужил 10 лет в составе ВМФ СССР, не отметившись ни стычками, ни катастрофами. В то же время на «Керчи» проходили службу квалифицированные моряки, которые позднее осваивали новые боевые корабли ракетоносного флота.
20 февраля 1959 учебный крейсер «Керчь» был окончательно исключён из списков флота и позднее пущен на слом. Причин для такого решения было две: линия руководства МО СССР предполагала «ликвидацию артиллерийских крейсеров как класса», поскольку те не отвечали новым условиям вооружённой борьбы; к тому же после гибели линкора «Новороссийск» командование усомнилось в качестве полученных итальянских кораблей и приказало разобрать их как можно скорее.

## Командиры
- 05.1949-1951.03. — Рудаков. О. И.
- 1953 — капитан 1-го ранга Григорий Михальченко